# AA UU
"AA UU" é uma canção da banda de rock Titãs, laçado em 1986. A maior parte desta canção consiste somente em Sérgio Britto (que faz o vocal principal) gritando "AA", enquanto os outros integrantes do grupo respondem com "UU". A música foi incluída na telenovela Hipertensão, da Rede Globo  e na trilha sonora do filme de 2008 Meu Nome Não É Johnny.
A canção foi originalmente composta na casa do guitarrista Marcelo Fromer, onde ele e o vocalista/tecladista Sérgio Britto relaxavam após o fracasso de vendas do álbum anterior. Na cozinha, os dois cheiraram cocaína, sob cuja influência eles escreveram a canção. A canção já era tocada em shows antes que a banda a trabalhasse em estúdio e foi a primeira faixa a ser gravada para o disco Cabeça Dinossauro. Ela expressa a frustração da banda em não conseguir se comunicar.
A faixa foi tocada por rádios, mas não sem resistência. Ela só estourou mesmo depois que o clipe da musica, que foi dirigindo por Boninho, foi exibido no programa televisivo Fantástico, da Rede Globo. Um remix da canção feito pelo DJ Grego e o The Dynamik Duo foi também lançada em um disco promocional junto com a faixa "O Que".